# Pedicularis anthemifolia
Pedicularis anthemifolia är en snyltrotsväxtart. Pedicularis anthemifolia ingår i släktet spiror, och familjen snyltrotsväxter.

## Underarter
Arten delas in i följande underarter:
- P. a. anthemifolia
- P. a. elatior